# 羊姓
羊姓在中国并不是一个常见的姓氏，但也是中国较为古老的姓氏之一。在《百家姓》中排第202位。

## 郡望
- 泰山郡（今山東泰安東南）
- 京兆郡（今陝西長安東）。

## 堂号
- 種璧堂
- 詳見泰山羊氏

## 外部連結
- 中华羊氏网
- 中华羊氏论坛
- 羊氏族譜錄 （页面存档备份，存于）

## 延伸阅读
[在维基数据编辑]
 《百家姓》
 《欽定古今圖書集成·明倫彙編·氏族典·羊姓部》，出自陈梦雷《古今圖書集成》